# 성리대전서절요 (1993)
성리대전서절요(性理大全書節要)는 서울특별시 용산구 국립중앙박물관에 있는, 조선 중종 32년(1538)에 김정국(1485∼1541)이 방대한 『성리대전』의 내용 가운데 필요한 부분만을 간추려 4권으로 편집한 것이다. 1993년 4월 27일 대한민국의 보물 제1157호로 지정되었다가, 2004년 5월 7일 제1157-1호로 번호가 변경되었다.

## 개요
이 책은 조선 중종 32년(1538)에 김정국(1485∼1541)이 방대한 『성리대전』의 내용 가운데 필요한 부분만을 간추려 4권으로 편집한 것이다. 원래『성리대전』은 중국 명나라의 호광 등 42명의 학자들이 송나라 때의 성리학설에 원나라때 성리학자의 학설까지 편집해서 만든 것으로, 세종 초에 수입된 이후 우리나라 학자들 사이에 반드시 읽어야 할 책이었다.
중종 32년(1538)에 호남관찰사에 부임한 김정국은 도사 김회백과 의논하여 나주목에 있던 목활자에 부족한 글자와 빠진 글자를 새겨 작업을 실시하였다.
이 책은 조선시대에 학자들의 필독서인『성리대전』을 우리의 실정에 맞게 새로 구성했다는 점과, 임진왜란으로 인해 중종 때에 만들어진 지방관 목활자본이 거의 없어진 상태에서 그 전질을 새로 발견했다는 점에서 높이 평가된다.

## 같이 보기
- 성리대전서절요 - 청주고인쇄박물관 소장

## 참고 자료
- 성리대전서절요 - 국가유산청 국가유산포털